# Rezerwat przyrody Kępy Kazuńskie
Rezerwat przyrody Kępy Kazuńskie – rezerwat przyrody utworzony 31 grudnia 1998 r. na terenie gmin:
- Czosnów na gruntach miejscowości Cząstków Polski, Cząstków Mazowiecki, Czosnów, Dębina, Kazuń Nowy,
- Jabłonna na gruntach miejscowości Suchocin, Boża Wola, Wólka Górska,
- Nowy Dwór Mazowiecki w granicach miasta Nowy Dwór Mazowiecki.

W skład rezerwatu wchodzą wyspy, piaszczyste łachy oraz wody rzeki Wisły.
Celem ochrony jest zachowanie ze względów naukowych i dydaktycznych ostoi lęgowych rzadkich i ginących gatunków ptaków występujących na obszarze rzeki Wisły.

## Flora
Na terenie rezerwatu udokumentowano występowanie gatunków tj. rdest kolankowaty, komosa czerwonawa, szczaw błotny, szczaw nadmorski, uczep amerykański, uczep trójlistkowy, wierzba wiciowa, wierzba trójpręcikowa, wierzba biała, wierzba krucha, topola czarna i topola biała.

## Fauna
- W obszarze rezerwatu udokumentowano również występowanie następujących gatunków ryb: okoń europejski, sum, ukleja, jaź, leszcz, lin, szczupak pospolity.
- Na terenie rezerwatu odnotowano występowanie traszki zwyczajnej, ropuchy zielonej i ropuchy szarej oraz żab.
- W obrębie rezerwatu znajdują się lęgowiska następujących gatunków awifauny: brodziec piskliwy, czajka zwyczajna, ostrygojad zwyczajny, rybitwa rzeczna, mewa siwa, rybitwa białoczelna, sieweczka rzeczna, sieweczka obrożna, kaczka krzyżówka, strumieniówka, łozówka, piecuszek, trzcinniczek zwyczajny, remiz i trznadel. Ponadto udokumentowano występowanie sezonowe następujących gatunków ptaków: bąk, biegus zmienny, kulik wielki, łęczak, siewka złota, świstun, ślepowron, rybołów.
- Na terenie rezerwatu udokumentowano również występowanie ssaków tj. nornica ruda, mysz polna, piżmak, kret, bóbr.